# Radio Peninsular
Radio Peninsular fue una cadena de radio española, de titularidad pública, integrada en el Ente Público RTVE. De forma paralela a Radio Nacional de España, tenía carácter comercial para recoger ingresos por publicidad; pero la cadena no llegó a ser rentable, aunque sí ayudó a los gastos generales de la radio estatal. A pesar de ser una emisora comercial, nunca contó con un jefe de publicidad.

## Historia
Con la reestructuración de Radio Nacional de España impulsada por el Ministerio de Información y Turismo, bajo la dirección de Manuel Fraga Iribarne, se crearon los Centros Emisores Regionales y a su vez las emisoras locales se transformaron en una cadena de radio paralela a RNE, de ámbito local, con carácter comercial y eminentemente musical, que comenzó a emitir en Madrid con el indicativo de Radio Peninsular, en febrero de 1960 en período de pruebas, y en abril de 1960, con carácter oficial.
Por otra parte, desde febrero de 1955, en Barcelona existía un Programa Comercial de RNE, que había sustituido al Programa Local de Barcelona de RNE, que inició sus emisiones el 24 de septiembre de 1954 como programa desmarcado de RNE. En enero de 1966, Radio Peninsular sustituyó al Programa Comercial de RNE. Paralelamente, RNE había creado en Barcelona la emisora Radio Europa Número 2 el 20 de agosto de 1960. El mismo año, esta emisora se vio obligada a cambiar de nombre por presiones de Europe Numéro 1, que la percibía como competencia, y fue sustituida por la Segunda Emisora de la Agrupación Radiodifusora Española (ARE) y, a finales del mismo año, por el Segundo Programa de RNE, cuando todavía no existía el Segundo Programa oficial de RNE y solo se emitía música clásica en el programa de RNE en FM. El primitivo Segundo Programa de RNE desapareció el 24 de abril de 1964, pasando su transmisor a ser utilizado por el Programa Comercial de RNE y su sucesora Radio Peninsular.
Algunos programas fueron muy populares durante los años sesenta y setenta, tales como Vuelo 605 de Ángel Álvarez y el Consultorio de Elena Francis, uno de los programas más escuchados de la radio española; mientras que los programas musicales eran los favoritos en los guateques juveniles. Locutores como Carlos Tena, Pedro Meyer, Joaquín Merino o Federico Volpini, eran los ídolos de muchos jóvenes oyentes.
Dentro del panorama regional, en Sevilla, era muy popular el programa mañanero Al compás del trabajo, dirigido por Agustín Embuena, y el informativo Sevilla, Meridiano Seis. En Barcelona destacaban los cursos de catalán que se daban en los años setenta y el programa de variedades Gran Gala. En Valencia, De dalt a baix fue el primer programa en valenciano de la radio pública española.
Por la aplicación en España del Convenio Internacional de Ginebra en materia de Radiodifusión, que en 1975 decretó un reajuste de las frecuencias, Radio Peninsular hubiera tenido que dejar de emitir el 23 de noviembre de 1978, cuando se aplicó esta directiva al entrar en vigor el Real Decreto que aprobó el Plan Técnico Nacional de Radiodifusión Sonora. 
Sin embargo, por orden del Ministerio de Cultura que aprobó los cuadros de frecuencia y potencias de las estaciones de radiodifusión española, a Radio Peninsular de Madrid le fue asignada, en régimen provisional, la frecuencia de 1.575 kilohertzios y una potencia de cinco kilovatios. Esta prórroga provisional en el funcionamiento de la emisora se concedió para conseguir la acomodación del personal fijo de su plantilla en otros servicios de Radio Nacional de España.
Hasta el último día de sus emisiones, a las dos de la madrugada del 1 de agosto de 1979, Radio Peninsular de Madrid, «la más musical», como se la había venido calificando a sí misma durante los diecinueve años de su existencia, difundió una nota con la que se despedía de sus oyentes, señalando que la gran familia de Radio Nacional de España continúa su andadura, y nosotros con ella, pero sin la sombra de una hermana pequeña que era Radio Peninsular.
Al contrario, teniendo en cuenta el buen rendimiento económico de Radio Peninsular de Barcelona, que comenzó sus emisiones el 1 de enero de 1966, mantuvo sus emisiones. En 1981 cambió su nombre en Cataluña a Radio 5 hasta su cierre definitivo el 30 de junio de 1984, cuando José María Ballvé se hizo con la exclusiva publicitaria.

## Relación de emisoras
- Radio Peninsular de Madrid.
- Radio Peninsular de Barcelona.
- Radio Peninsular de Sevilla.
- Radio Peninsular de Valencia.
- Radio Peninsular de Zaragoza.
- Radio Peninsular de Málaga
- Radio Peninsular de Cuenca.
- Radio Peninsular de Huelva.
- Radio Peninsular del Campo de Gibraltar - La Línea.